# Peacham
Peacham es un pueblo ubicado en el condado de Caledonia en el estado estadounidense de Vermont. En el año 2010 tenía una población de 732 habitantes y una densidad poblacional de 15,13 personas por km².

## Geografía
Peacham se encuentra ubicado en las coordenadas 44°20′0″N 72°11′0″O / 44.33333, -72.18333.

## Demografía
Según la Oficina del Censo en 2000 los ingresos medios por hogar en la localidad eran de $40,000 y los ingresos medios por familia eran $50,938. Los hombres tenían unos ingresos medios de $43,393 frente a los $22,344 para las mujeres. La renta per cápita para la localidad era de $19,808. Alrededor del 6.5% de la población estaban por debajo del umbral de pobreza.